# Зимние Азиатские игры 2011
7-е зимние Азиатские игры прошли в городах Астана и Алма-Ата (Казахстан) в январе—феврале 2011 года. Алма-Ата была выбрана в Кувейте 5 января 2006 года, 29 октября 2007 года часть соревнований перенесена из Алма-Аты в Астану.

## Заявка
29 октября 2007 года на очередной сессии Олимпийского совета Азии была удовлетворена просьба РК. Его участники поддержали расширение географии Азиатских игр 2011 года.
В соответствии с этим решением, церемонии открытия игр прошли в Астане, а закрытия в Алма-Ате, во Дворце спорта имени Балуана Шолака. Торжественное открытие игр прошло 30 января на крытом футбольном стадионе города Астаны. В столице были проведены соревнования на льду — фигурное катание, мужской хоккей, скоростной бег на коньках и шорт-трек. В Алма-Ате остаются «снежные» дисциплины — бег на лыжах, горнолыжный спорт, прыжки на лыжах с трамплина, биатлон, спортивное ориентирование на лыжах. А также хоккей с мячом (бенди) и женский хоккей.

## Финансирование и организация
Общая стоимость затрат на проведение Зимних Азиатских игр-2011 составила 1,682 миллиардов долларов. Из них 1,4 миллиарда долларов было затрачено на строительство/реконструкцию спортивной и другой инфраструктуры, задействованной в играх. На саму организацию игр затрачено 282 миллионов долларов.

### Спортивные объекты
| Город               | Спортивная арена                           | Виды спорта                                    | Вместимость зрителей                  |
| ------------------- | ------------------------------------------ | ---------------------------------------------- | ------------------------------------- |
| Астана              | Астана Арена                               | Церемония открытия                             | 30 000                                |
| Астана              | Ледовый Дворец «Алау»                      | Конькобежный спорт                             | 8 773                                 |
| Астана              | Дворец спорта «Казахстан»                  | Хоккей с шайбой (мужчины)                      | 5 050                                 |
| Астана              | Республиканский велотрек                   | Шорт-трек, фигурное катание                    | 8 000                                 |
| Алма-Ата            | Дворец спорта имени Балуана Шолака         | Хоккей с шайбой (женщины), церемония закрытия  | 3 725                                 |
| Алма-Ата            | Медео                                      | Хоккей с мячом                                 | 8 100                                 |
| Алма-Ата            | Международный комплекс лыжных трамплинов   | Прыжки на лыжах с трамплина                    | 5 200                                 |
| Алма-Ата            | Горнолыжная база «Шимбулак»                | Горнолыжный спорт                              | 1000 сидячих мест, 2000 стоячих мест  |
| Алматинская область | Лыжно-биатлонный стадион                   | Биатлон, лыжные гонки, ориентирование на лыжах | 1800 сидячих мест и 1300 стоячих мест |
| Алматинская область | Спортивно-развлекательный комплекс Табаган | Фристайл                                       | 2 250                                 |

### Символика

Ирби — талисман 7-х Зимних Азиатских игр

Символом Зимних Азиатских игр в Алма-Ате и Астане был утверждён малыш барсёнок Ирби. Во время самих игр в продажу поступили и статуэтки барсёнка в качестве сувениров. Символ красуется на многих рекламных стендах и спортивном инвентаре.

### Эстафета огня
Накануне спортивных мероприятий впервые в истории зимних Азиатских Игр была проведена полноценная Эстафета Олимпийского огня, которая за 20 дней прошла по всем регионам Казахстана с участием более тысячи факелоносцев. Специально для эстафеты Еруланом Канапьяновым был написан гимн эстафеты огня. Автор текста — поэт-песенник Шомишбай Сариев. Гимн исполнили народные артисты Казахстана Роза Рымбаева и Алибек Днишев.

### Инфраструктура
Модернизация аэропорта «Алматы» завершена к декабрю 2008 года.

## Памятные деньги
17 января 2011 года Национальный банк Казахстана выпустил в обращение памятную серебряную монету достоинством 500 тенге и памятную банкноту номиналом 2 000 тенге тиражом 20 миллионов штук, посвященные VII зимним Азиатским играм в Казахстане. На оборотной стороне купюры изображены лыжник на фоне гор, казахские национальные узоры и символика VII зимних Азиатских игр.

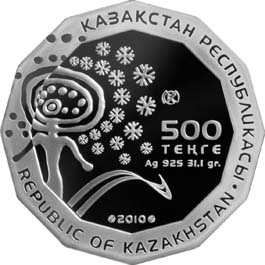
Памятная серебряная монета 500 тенге, аверс
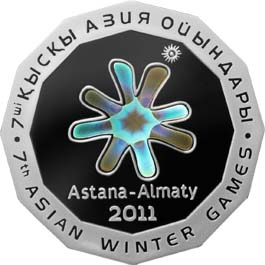
Памятная серебряная монета 500 тенге, реверс

## Календарь
| ● | Церемония открытия | ● | Соревнования | ● | Финалы соревнований | ● | Показательные выступления | ● | Церемония закрытия |

| Январь/Февраль                     | 28 | 29 | 30 | 31 | 1  | 2  | 3  | 4  | 5  | 6  | Медали |
| Январь/Февраль                     | ПТ | СБ | ВС | ПН | ВТ | СР | ЧТ | ПТ | СБ | ВС | Медали |
| ---------------------------------- | -- | -- | -- | -- | -- | -- | -- | -- | -- | -- | ------ |
| Церемонии                          |    |    | ●  |    |    |    |    |    |    | ●  |        |
| Биатлон                            |    |    |    | 1  | 1  | 1  |    | 2  | 1  | 1  | 7      |
| Хоккей с мячом                     |    |    |    |    |    |    |    |    |    | 1  | 1      |
| Горнолыжный спорт                  |    |    |    | 2  | 2  |    |    | 2  |    |    | 6      |
| Хоккей                             |    |    |    |    |    |    | 1  |    |    | 1  | 2      |
| Конькобежный спорт                 |    |    |    | 2  | 2  | 2  |    | 2  | 2  | 2  | 12     |
| Лыжные гонки                       |    |    |    | 2  | 2  | 2  | 2  |    | 2  | 2  | 12     |
| Прыжки на лыжах с трамплина        |    |    |    | 1  |    | 1  |    | 1  |    |    | 3      |
| Спортивное ориентирование на лыжах |    |    |    | 2  |    | 2  | 2  |    | 2  |    | 8      |
| Фигурное катание                   |    |    |    |    |    |    |    | 1  | 3  |    | 4      |
| Фристайл                           |    |    |    | 2  | 2  |    | 2  |    |    |    | 6      |
| Шорт-трек                          |    |    |    | 2  | 2  | 4  |    |    |    |    | 8      |
| Медали                             |    |    |    | 14 | 11 | 12 | 7  | 8  | 10 | 7  | 69     |
| Январь/Февраль                     | 28 | 29 | 30 | 31 | 1  | 2  | 3  | 4  | 5  | 6  | Медали |

## Виды спорта
Впервые в истории зимних Азиатских игр проводились соревнования по хоккею с мячом и ориентированию на лыжах. По сравнению с предыдущими Играми не проводились соревнования по кёрлингу и сноубордингу, в программу были возвращены прыжки на лыжах с трамплина. В скобках указано количество медальных комплектов, разыгрываемых по видам спорта.
- Биатлон (7)
- Горнолыжный спорт (6)
- Конькобежный спорт (12)
- Лыжные гонки (12)
- Спортивное ориентирование на лыжах (8)
- Прыжки на лыжах с трамплина (3)
- Фигурное катание (4)
- Фристайл (6)
- Хоккей с мячом (1)
- Хоккей (2)
- Шорт-трек (8)

## Страны-участницы

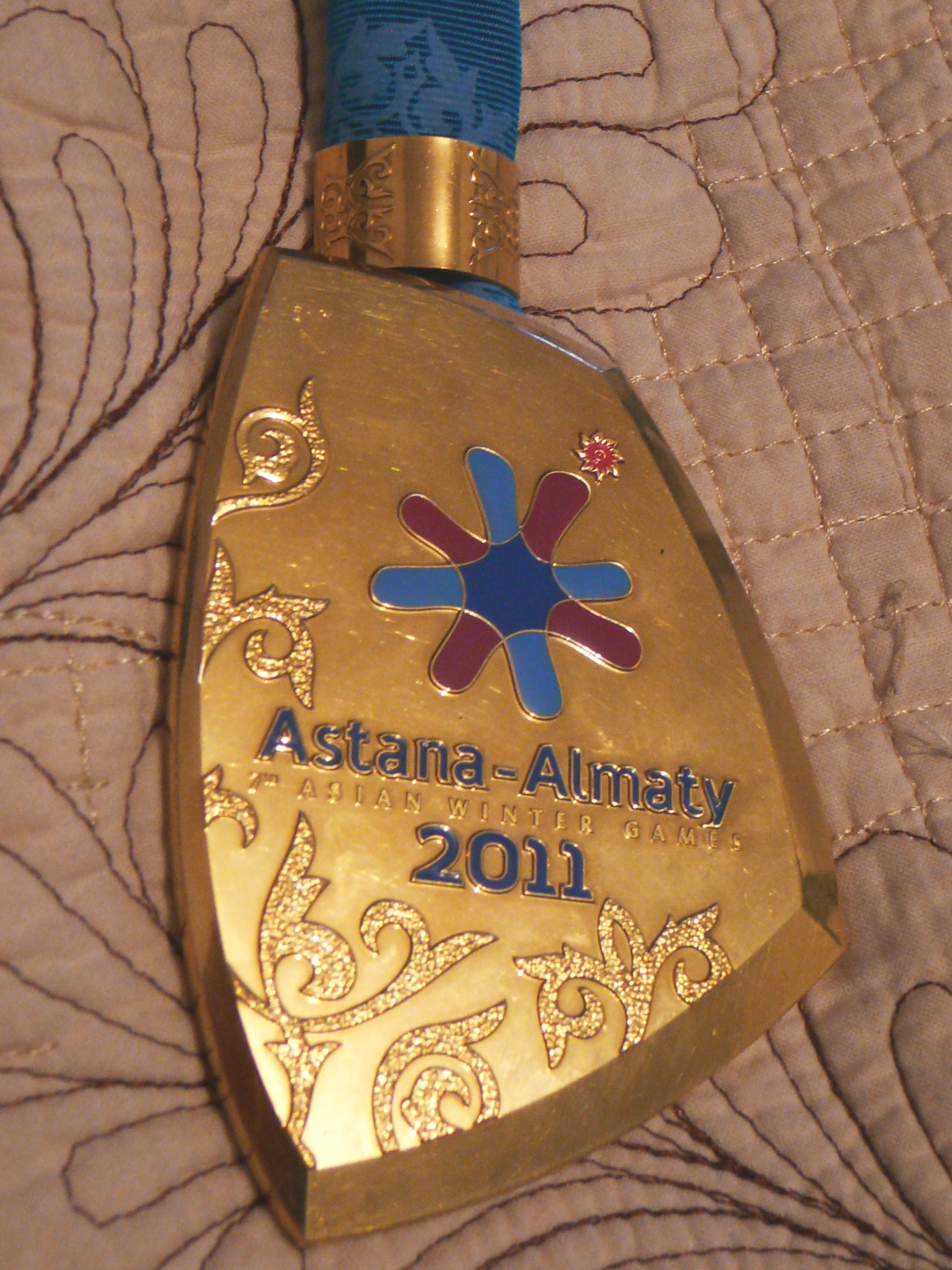
Золотая медаль Азиады-2011. Лицевая сторона

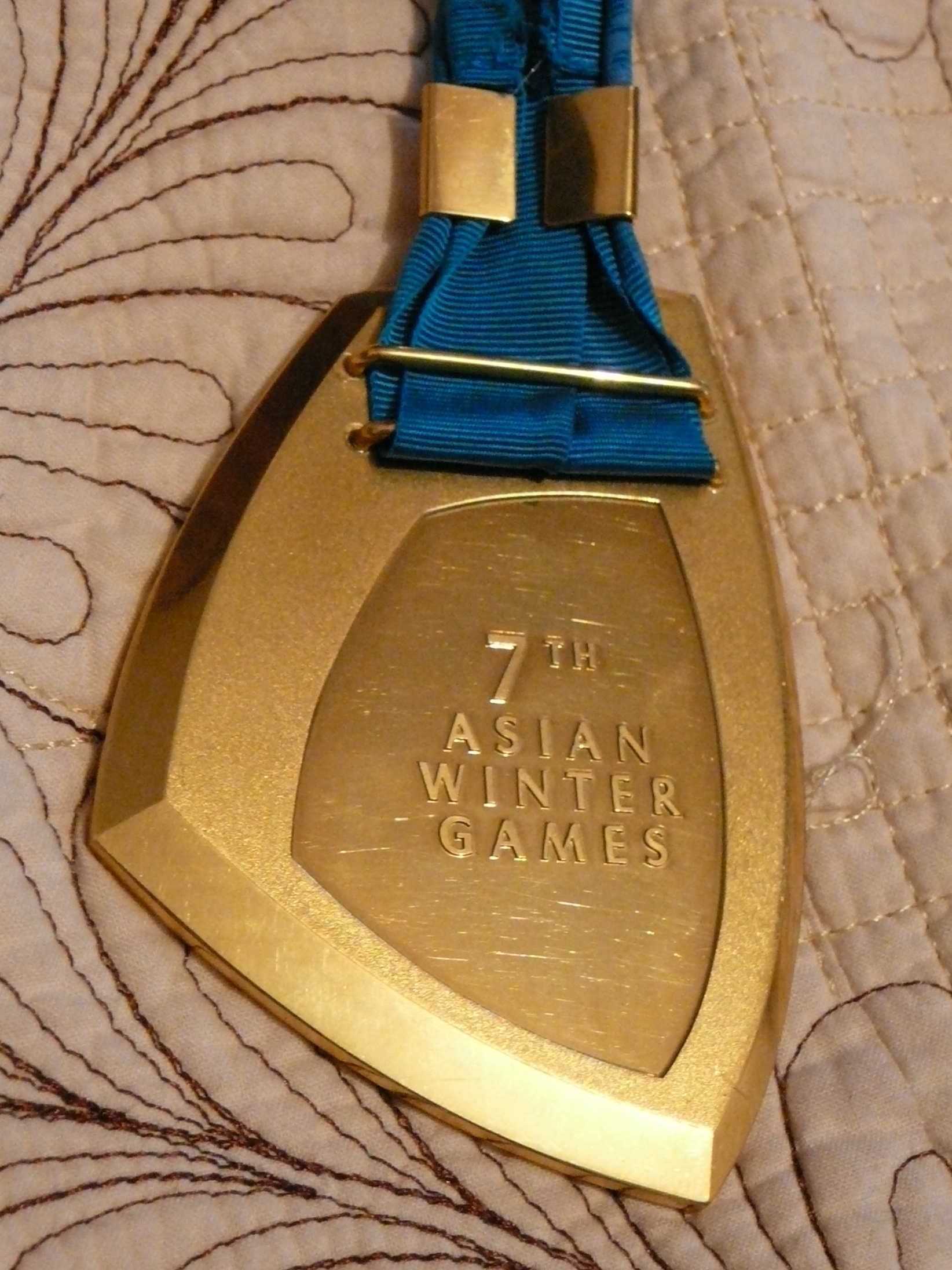
Золотая медаль Азиады-2011. Обратная сторона

На Играх приняли участие спортсмены из 26 стран.
- Афганистан
- Бахрейн
- Гонконг
- Индия
- Иордания
- Иран
- Казахстан
- Катар
- Китай
- КНДР
- Республика Корея
- Кувейт
- Кыргызстан
- Ливан
- Малайзия
- Монголия
- Непал
- ОАЭ
- Государство Палестина
- Сингапур
- Таджикистан
- Таиланд
- Тайвань
- Узбекистан
- Филиппины
- Япония

## Медальный зачёт
Медальный зачёт по окончании соревнований.
 Синим выделена страна-организатор.
| Место | Страна           | Золото | Серебро | Бронза | Всего |
| ----- | ---------------- | ------ | ------- | ------ | ----- |
| 1     | Казахстан        | 32     | 21      | 17     | 70    |
| 2     | Япония           | 13     | 24      | 17     | 54    |
| 3     | Республика Корея | 13     | 12      | 13     | 38    |
| 4     | Китай            | 11     | 10      | 14     | 35    |
| 5     | Монголия         | 0      | 1       | 4      | 5     |
| 6     | Иран             | 0      | 1       | 2      | 3     |
| 7     | Кыргызстан       | 0      | 0       | 1      | 1     |
| 7     | КНДР             | 0      | 0       | 1      | 1     |
|       | Всего            | 69     | 69      | 69     | 207   |